# Csak a szél
A Csak a szél 2012-es magyar filmdráma, melynek rendezője és forgatókönyvírója Fliegauf Benedek. A filmet, amely egy magyarországi romacsalád egy félelemmel és üldözéssel teli napját meséli el, a 2008–2009-es romagyilkosságok ihlették.
A film a 62. Berlini Nemzetközi Filmfesztivál versenyében szerepelt, és ebből az alkalomból 2012. február 16-án mutatták be.
2012. szeptemberben a filmet Magyarország hivatalosan jelölte Oscar-díj legjobb nemzetközi játékfilm kategóriájában.

## Cselekmény
A film egy magyar roma család egy napját meséli el hajnaltól éjjelig. Egy idő óta egy rasszista csoport üldözi a romákat, és éjszakai rajtaütéseik során már négy családot gyilkoltak meg. A tettesek mindig láthatatlanul el tudtak menekülni. Az ötödik eset éppen Mari közvetlen szomszédságában történik. Mari tizenegy éves fiáva, Rióval, pár évvel nagyobb lányával, Annával és egy stroke következményeitől szenvedő nagyapával él egy magányos erdei házban. Mari férje, a gyermekek apja, Kanadába emigrált, és már hónapokóta ígéri, hogy maga után viszi családját is.
Marinak és gyermekeinek mindennap el kell viselniük a származásuk miatti megkülönböztetést és megalázást. Mari a forró nyári nap délelőttjén az autópálya-felügyelőségen közmunkásként dolgozik, délután a gyermekei iskolájában takarít. A családot adósság terheli, amit Mari a ház árából akar kifizetni, amint Kanadába utaznak. Amikor Mari elkésik az iskolából, a gondnok figyelmezteti, hogy mindenki pótolható. A hazafelé vezető úton idősebb roma férfiak molesztálják, majd a gondozásra szoruló nagyapát a ház közelében találja a fűben ülve.
Anna reggel az iskolába menet találkozik egy fiatalemberrel, aki a sorozatgyilkosságok miatt alakult polgárőrség tagja. A fiatalember megkérdezi tőle, hogy látott-e idegeneket a környéken, és azt tanácsolja a lánynak, hogy tartsa mindig bekapcsolva a mobiltelefonját. Az iskolában, ahol Anna önállóan angolul tanul, a gondnok egy monitor ellopásáról faggatja. Később Anna Voice over IP segítségével apjával beszél, aki azt tanácsolja a bűncselekmények miatt, hogy éjszaka tartsák zárva az ajtókat és ablakokat. Délután Anna virágokat szed a tóparton az unokatestvérével.
Iskola helyett Rió ismerősöknél játszik PlayStationon. Később belopózik a meggyilkolt romacsalád közeli házába, ahonnan többek között ellop egy Madonna-figurát. Riót meglepik a rendőrök, ezért elrejtőzik egy faliszekrénybe, és kihallgatja a rendőrök beszélgetését arról, hogy melyik romát érdemes életben hagyni és melyiket nem. Rió hazaviszi a Madonnát és a többi lopott holmit, többek között kávét az anyja számára, és éppen elrejtené az erdőben, amikor a fiatal polgárőr meglepi. A fiatalember megígéri Riónak, hogy megőrzi a titkát. Az erdei úton Riót rövid ideig egy idegen gépkocsi követi, majd ő is eltölt egy kis időt a tónál, ahol barátaival fürdik. Amikor holtan találja a meggyilkolt romacsalád elszököt malacát, megpróbálja hazacipelni, de mivel ez nem sikerül, eltemeti az erdőben.
Este Mari figyelmezteti a fiát, hogy vigye vissza a lopott kávét, Rió pedig arról beszél, hogy másnap megmutat az anyjának egy titkos helyet az erdőben. Röviddel lefekvés után zajt hallanak, és az anya megnyugtatja gyermekeit, hogy ez csak a szél. Aztán megáll egy autó, amelyből több férfi száll ki, és vadászfegyvereikkel tüzet nyitnak Marira, Annára és a nagyapára. Csak Rió tud a hálószoba ablakán át elmenekülni az erdőbe.

## Háttér
Fliegauf Benedek filmje 2008-2009-ben megtörtént eseményekre utal, amikor Magyarországon nyolc roma esett a sorozatgyilkosságok áldozatául. A filmet az  Inforg Stúdió,készítette, társproducerei a The Post Republic és Paprika Films voltak. A Mitteldeutsche Medienförderung fa film elkészítését 80 000 euróval támogatta. A filmet támogatta a Közigazgatási és Igazságügyi Minisztérium Társadalmi Felzárkózásért Felelős Államtitkársága, a Nemzeti Erőforrás Minisztérium, Szerencsejáték Zrt., Magyar Villamos Művek Zrt., Paksi Atomerőmű Zrt. és az Európa Tanács filmalapja, az Eurimages.
2012. február 16-án a film berlini bemutatóját követő sajtótájékoztató előtt a magyar Közigazgatási és Igazságügyi Minisztérium, amely szintén támogatta a filmet, egy közleményt helyezett el a székeken. A dokumentumban a sorozatgyilkosságról volt szó, és azt közvetítette, hogy a romák integrációja Magyarországon központi téma. A filmeseket nem tájékoztatták a közlemény előtt. Fliegauf, aki a filmben a rendszerváltás utáni társadalmi helyzet következményeivel foglalkozott, azt mondta a sajtókonferencián, hogy nagyon jó, ha egy országban olyan filmet lehet forgatni, ami egy társadalmi taburól szól.

## Kritika
A Berliner Morgenpost- újságírója, Cosima Lutz szerint a film azt a kérdést járja körül, hogy milyen érzés lehet az erősödő idegengyűlölet és a jobboldali pártok és csoportok sikerének légkörében élni, amikor a normalitás már nem lehetséges.
A Frankfurter Rundschau-ban Anke Westphal szintén Arany Medve-jelöltként látta a filmet, és így fejezte ki véleményét: „Micsoda film! A  „Csak a szél“ első pillanattól elállítja a lélegzetet; nem lehet többé hátradőlni, nem lehet többé félrenézni. Az ember nem akarja többé a "roma" szót úgy kimondani, mintha ez a nép egynemű massza volna.“
A Berliner Zeitung-ban Daniel Kothenschulte ezekkel a szavakkal dicsérte a filmet: „A fiatal rendező érzékeny képi nyelvvel, amely teljesen sajátja, kevés fénnyel, de sok melegséggel dolgozta fel a közelmúlt tragédiáját.“
A Nemzeti Filmintézet szerint a Csak a szél az egyik legfontosabb mű, amely a roma gyilkosságsorozattal foglalkozik; a Magyar Narancs "a budapesti filmiskola legjobb hagyományait követő dokumentarista játékfilm"-nek nevezte. Ugyanakkor a magyarországi kritikusok egy része hiányolta a filmből a társadalmi szintű és az intézményes rasszizmust, sőt egyik kritika szerint "szinte egyetlen hiteles momentum sincsen," csak antirasszista témája révén aratott sikert.

## Díjak
A film 2012-ben a Berlini Nemzetközi Filmfesztiválon a Zsűri Nagydíjában részesült, ezen kívül megkapta a fesztivál békedíját, valamint az  Amnesty International filmdíját is. A moszkvai 2morrow/Zavtra nemzetközi független filmfesztiválon a film fődíjat, Lovasi Zoltán pedig a legjobb operatőr díját nyerte el. Szintén fődíjas lett a párizsi önkormányzat által szervezett Paris Cinema fesztiválon. Magyarországon a 2012. év filmje lett, elnyerve a filmkritikusok fődíját.

## Fordítás
- Ez a szócikk részben vagy egészben  a   Just the Wind című német Wikipédia-szócikk ezen változatának fordításán alapul.  Az eredeti cikk szerkesztőit annak laptörténete sorolja fel. Ez a jelzés csupán a megfogalmazás eredetét és a szerzői jogokat jelzi, nem szolgál a cikkben szereplő információk forrásmegjelöléseként.